# 茶巴拉乡
茶巴拉乡（藏語：མཚར་པ་ནང་），是中华人民共和国西藏自治区拉萨市曲水县下辖的一个乡镇级行政单位。

## 行政区划
茶巴拉乡下辖以下地区：
柏林村、茶巴拉村和色麦村。

## 交通
- 318国道